# Массама
Массама (порт. Massamá)  —  город и район в Португалии,  входит в округ Лиссабон. Является составной частью муниципалитета  Синтра. Находится в составе крупной городской агломерации Большой Лиссабон. По старому административному делению входил в провинцию Эштремадура. Входит в экономико-статистический  субрегион Большой Лиссабон, который входит в Лиссабонский регион. Население составляет 28 112 человек на 2011 год. Занимает площадь 2,78 км².
Покровителем района считается Сан-Бенту (порт. São Bento).